# Библиотечный центр Доннелла
Библиотечный центр Доннелла (The Donnell Library Center) - филиал Нью-Йоркской публичной библиотеки, находящийся по адресу «18 West 53rd Street» к северу от Рокфелеровского центра. Закрыт с 30 августа 2008 года. Библиотека знаменита тем, что в её экспозиции находятся куклы Винни-Пух, Кенга, Тигра и Пятачок, которые экспонируются под пуленепробиваемым стеклом в Детском Читальном Зале.
Филиал содержит так же крупнейшую коллекцию материалов на неанглийских языках. В здании библиотеки так же проводятся концерты и иные культурные мероприятия.
Библиотека открылась в 1955 году и на её создание ушло 2,5 миллиона долларов. Её назвали в честь одного из покровителей библиотеки, Езекии Донелла, торговца шерстью. Как и другие рокфеллеровские здания, библиотека построена из индианского известняка. Архитекторами являлись Эдгар Уильямс и Эумар Эмбери. Официальное название вырезано в камне над входом: «The Donnell Free Circulation Library and Reading Room».